# Echinorhynchus baeri
Echinorhynchus baeri är en hakmaskart som beskrevs av Kostylev 1928. Echinorhynchus baeri ingår i släktet Echinorhynchus och familjen Echinorhynchidae. Inga underarter finns listade i Catalogue of Life.